# Aeroportul Internațional Kirkuk
Aeroportul Internațional Kirkuk (IATA: KIK, ICAO: ORKK) este un aeroport din Parêzgeha Kerkûk⁠(d), Irak ce deservește zona Kirkuk. A fost numit după zona deservită.
Situat la o altitudine de 323 m, aeroportul dispune de o singură pistă. Este operat de Iraqi Armed Forces⁠(d).